# 密鳞高鳞毛蕨
密鳞高鳞毛蕨（学名：Dryopteris simasakii var. paleacea）为鳞毛蕨科鳞毛蕨属下的一个变种。